# Litwa (obwód brzeski)
Litwa (biał. Літва, Litwa; ros. Литва, Litwa) – wieś na Białorusi, w obwodzie brzeskim, w rejonie lachowickim, w sielsowiecie Końki, przy drodze republikańskiej R4.

## Historia
W XIX i w początkach XX w. położona była w Rosji, w guberni mińskiej, w powiecie nowogródzkim, w gminie Darewo.
W dwudziestoleciu międzywojennym wieś i folwark leżące w Polsce, w województwie nowogródzkim, w powiecie baranowickim, w gminie Darewo. W 1921 wieś liczyła 690 mieszkańców, zamieszkałych w 154 budynkach, w tym 491 Polaków i 199 Białorusinów. 542 mieszkańców było wyznania rzymskokatolickiego i 148 prawosławnego. Folwark był wówczas niezamieszkany.
Po II wojnie światowej w granicach Związku Sowieckiego. Od 1991 w niepodległej Białorusi.